# Canas (kommun)
Canas är en kommun i Brasilien.   Den ligger i delstaten São Paulo, i den sydöstra delen av landet, 800 km söder om huvudstaden Brasília. Antalet invånare är 4 387.
Omgivningarna runt Canas är huvudsakligen savann. Runt Canas är det ganska tätbefolkat, med 96 invånare per kvadratkilometer.